# Alojz Gabrovec
Alojz Gabrovec, slovenski generalmajor jugoslovanske ljudske armade, * 25. maj 1923, Verd, † 6. januar 2012, Novo Mesto.
Pred drugo svetovno vojno je bil delavec. Narodnoosvobodilni borbi se je pridružil leta 1942. V partizanih je bil med drugim pomočnik političnega komisarja bataljona Carkarjeve brigade, politični komisar Belokranjske brigade, politični komisar podoficirske šole 7. korpusa in načelnik Ozne ljubljanskega področja. Član Komunistične partije Slovenije je postal leta 1942. Po osvoboditvi je bil med drugim poveljnik pehotne brigade, načelnik tehniške podoficirske šole in načelnik uprave Tehnične službe Generalštaba JLA. V  Beogradu je končal višjo vojaško akademijo (1952), šolo za notranje zadeve (1954) in šolo ljudske obrambe (1965).